# Élections municipales de 2020 dans la Drôme
Les élections municipales de 2020 dans la Drôme étaient prévues les 15 et 22 mars 2020. Comme dans le reste de la France, le report du second tour est annoncé en pleine crise sanitaire liée à la propagation du coronavirus (Covid-19). Par un décret du 27 mai 2020, le second tour est fixé au 28 juin 2020.
Les informations suivantes concernent les seules communes de plus de 5 000 habitants situées dans le département dans la Drôme.

## Maires sortants et maires élus (villes de plus de5 000 habitants)
La gauche poursuit son effondrement dans le département en ne gérant plus qu'une seule grande ville à l'issue de ce renouvellement, à Nyons. La République en marche confirme son implantation en conservant ses deux mairies, en plus du gain de Livron-sur-Drôme, tandis que des candidats divers centre emportent Loriol-sur-Drôme et Saint-Marcel-lès-Valence. Les Républicains ont la satisfaction de gagner Saint-Rambert-d'Albon sur la gauche, et surtout Montélimar sur l'Union des démocrates et indépendants (UDI) - l'autre grande perdante du scrutin.
| Commune                   | Population | Maire sortant          | Parti | Parti | Maire élu              | Parti | Parti |
| ------------------------- | ---------- | ---------------------- | ----- | ----- | ---------------------- | ----- | ----- |
| Bourg-de-Péage            | 10 101     | Nathalie Nieson        |       | LREM  | Nathalie Nieson        |       | LREM  |
| Bourg-lès-Valence         | 19 013     | Marlène Mourier        |       | LR    | Marlène Mourier        |       | LR    |
| Chabeuil                  | 6 735      | Pascal Pertusa         |       | PS    | Lysiane Vidana         |       | DVD   |
| Chatuzange-le-Goubet      | 4 857      | Christian Gauthier     |       | DVD   | Christian Gauthier     |       | DVD   |
| Crest                     | 8 008      | Hervé Mariton          |       | LR    | Hervé Mariton          |       | LR    |
| Donzère                   | 5 351      | Éric Besson            |       | LR    | Marie Fernandez        |       | DVD   |
| Étoile-sur-Rhône          | 4 878      | Françoise Chazal       |       | LR    | Françoise Chazal       |       | LR    |
| Livron-sur-Drôme          | 8 986      | Olivier Bernard        |       | UDI   | Francis Fayard         |       | LREM  |
| Loriol-sur-Drôme          | 5 877      | Claude Aurias          |       | UDI   | Claude Aurias          |       | UDI   |
| Montélimar                | 35 372     | Franck Reynier         |       | MR    | Julien Cornillet       |       | LR    |
| Nyons                     | 6 791      | Pierre Combes          |       | PS    | Pierre Combes          |       | PS    |
| Pierrelatte               | 12 953     | Alain Gallu            |       | DVD   | Alain Gallu            |       | DVD   |
| Portes-lès-Valence        | 9 507      | Geneviève Girard       |       | UDI   | Geneviève Girard       |       | UDI   |
| Romans-sur-Isère          | 33 613     | Marie-Hélène Thoraval  |       | LR    | Marie-Hélène Thoraval  |       | LR    |
| Saint-Marcel-lès-Valence  | 5 519      | Dominique Quet         |       | PS    | Jean-Michel Valla      |       | DVG   |
| Saint-Paul-Trois-Châteaux | 8 707      | Jean-Michel Catelinois |       | LREM  | Jean-Michel Catelinois |       | LREM  |
| Saint-Rambert-d'Albon     | 6 013      | Vincent Bourget        |       | PS    | Gérard Oriol           |       | LR    |
| Tain-l'Hermitage          | 5 822      | Xavier Angeli          |       | LR    | Xavier Angeli          |       | LR    |
| Valence                   | 63 148     | Nicolas Daragon        |       | LR    | Nicolas Daragon        |       | LR    |

### Résultats en nombre de maires
| Partis               | Partis                               | Maires sortants | Maires élus | Évolution |
| -------------------- | ------------------------------------ | --------------- | ----------- | --------- |
|                      | Parti socialiste et apparentés       | 4               | 1           | 3         |
| Total gauche         | Total gauche                         | 4               | 1           | 3         |
|                      | Divers droite                        | 2               | 3           | 1         |
|                      | Les Républicains                     | 7               | 8           | 1         |
|                      | Union des démocrates et indépendants | 4               | 1           | 3         |
| Total droite         | Total droite                         | 13              | 12          | 1         |
|                      | La République en marche              | 2               | 3           | 1         |
|                      | Divers centre                        | 0               | 2           | 2         |
| Total centre         | Total centre                         | 2               | 5           | 3         |
|                      | Sans étiquette                       | 0               | 1           | 1         |
| Total sans étiquette | Total sans étiquette                 | 0               | 1           | 1         |
| Total                | Total                                | 19              | 19          | -         |

## Résultats dans les communes de plus de5 000 habitants

### Bourg-de-Péage
- Maire sortant : Nathalie Nieson (LREM)
- 33 sièges à pourvoir au conseil municipal (population légale 2017 : 10 205 habitants)
- 4 sièges à pourvoir au conseil communautaire (CA Valence Romans Agglo)

Jean-Paul Maréchal (SE) retire sa candidature le 18 février 2020.
|                          | Nathalie Nieson,         | LREM                     | 2 157 | 82,77 | 31 | 4 |  |  |
|                          | Benjamin Missud          | LR                       | 449   | 17,23 | 2  | 0 |  |  |
|                          |                          |                          |       |       |    |   |  |  |
| Votes valides            | Votes valides            | Votes valides            | 2 606 | 94,63 |    |   |  |  |
| Votes blancs             | Votes blancs             | Votes blancs             | 74    | 2,69  |    |   |  |  |
| Votes nuls               | Votes nuls               | Votes nuls               | 74    | 2,69  |    |   |  |  |
| Total                    | Total                    | Total                    | 2 754 | 100   | 33 | 4 |  |  |
| Abstention               | Abstention               | Abstention               | 4 927 | 64,15 |    |   |  |  |
| Inscrits / participation | Inscrits / participation | Inscrits / participation | 7 681 | 35,85 |    |   |  |  |

### Bourg-lès-Valence
- Maire sortant :  Marlène Mourier (LR)
- 33 sièges à pourvoir au conseil municipal (population légale 2017 : 19 975 habitants)
- 8 sièges à pourvoir au conseil communautaire (CA Valence Romans Agglo)

| Tête de liste            | Tête de liste            | Liste                    | Premier tour | Premier tour | Second tour | Second tour | Sièges | Sièges |
| Tête de liste            | Tête de liste            | Liste                    | Voix         | %            | Voix        | %           | CM     | CC     |
| ------------------------ | ------------------------ | ------------------------ | ------------ | ------------ | ----------- | ----------- | ------ | ------ |
|                          | Marlène Mourier          | LR                       | 3 044        | 48,43        | 3 569       | 52,81       | 25     | 6      |
|                          | Wilfrid Pailhes          | LREM-PS                  | 2 303        | 36,64        | 3 189       | 47,18       | 8      | 2      |
|                          | Alexandre Pothain        | G.s-EÉLV-PCF-GRS         | 938          | 14,92        |             |             |        |        |
|                          |                          |                          |              |              |             |             |        |        |
| Votes valides            | Votes valides            | Votes valides            | 6 285        | 97,96        | 6 758       | 98,79       |        |        |
| Votes blancs             | Votes blancs             | Votes blancs             | 58           | 0,90         | 96          | 0,68        |        |        |
| Votes nuls               | Votes nuls               | Votes nuls               | 73           | 1,14         | 75          | 0,53        |        |        |
| Total                    | Total                    | Total                    | 6 416        | 100          | 6 929       | 100         | 33     | 8      |
| Abstention               | Abstention               | Abstention               | 7 784        | 54,82        | 7 284       | 51,25       |        |        |
| Inscrits / participation | Inscrits / participation | Inscrits / participation | 14 200       | 45,18        | 14 213      | 48,75       |        |        |

### Chabeuil
- Maire sortant :  Pascal Pertusa (LREM)
- 29 sièges à pourvoir au conseil municipal (population légale 2017 : 6 875 habitants)
- 3 sièges à pourvoir au conseil communautaire (CA Valence Romans Agglo)

| Tête de liste            | Tête de liste            | Liste                    | Premier tour | Premier tour | Second tour | Second tour | Sièges | Sièges |
| Tête de liste            | Tête de liste            | Liste                    | Voix         | %            | Voix        | %           | CM     | CC     |
| ------------------------ | ------------------------ | ------------------------ | ------------ | ------------ | ----------- | ----------- | ------ | ------ |
|                          | Lysiane Vidana           | DIV                      | 1 026        | 42,34        | 1 153       | 44,36       | 21     | 2      |
|                          | Pascal Pertusa           | LREM                     | 942          | 38,88        | 1 057       | 40,66       | 6      | 1      |
|                          | Pierre-Marie Dieval      | ECO                      | 455          | 18,78        | 389         | 14,96       | 2      | 0      |
|                          |                          |                          |              |              |             |             |        |        |
| Votes valides            | Votes valides            | Votes valides            | 2 423        | 97,00        | 2 599       | 98,89       |        |        |
| Votes blancs             | Votes blancs             | Votes blancs             | 37           | 1,48         | 30          | 0,52        |        |        |
| Votes nuls               | Votes nuls               | Votes nuls               | 38           | 1,52         | 34          | 0,59        |        |        |
| Total                    | Total                    | Total                    | 2 498        | 100          | 2 663       | 100         | 29     | 3      |
| Abstention               | Abstention               | Abstention               | 3 253        | 56,56        | 3 091       | 53,72       |        |        |
| Inscrits / participation | Inscrits / participation | Inscrits / participation | 5 751        | 43,44        | 5 754       | 46,28       |        |        |

### Chatuzange-le-Goubet
- Maire sortant : Christian Gauthier (DVD)
- 29 sièges à pourvoir au conseil municipal (population légale 2017 : 5 516 habitants)
- 2 sièges à pourvoir au conseil communautaire (CA Valence Romans Agglo)

| Tête de liste  | Tête de liste      | Liste          | Premier tour | Premier tour | Sièges | Sièges |
| Tête de liste  | Tête de liste      | Liste          | Voix         | %            | CM     | CC     |
| -------------- | ------------------ | -------------- | ------------ | ------------ | ------ | ------ |
|                | Christian Gauthier | DVD            | 1 222        | 100,00       | 29     | 2      |
|                |                    |                |              |              |        |        |
| Inscrits       | Inscrits           | Inscrits       | 4 536        | 100,00       |        |        |
| Abstentions    | Abstentions        | Abstentions    | 3 208        | 70,72        |        |        |
| Votants        | Votants            | Votants        | 1 328        | 29,28        |        |        |
| Blancs et nuls | Blancs et nuls     | Blancs et nuls | 106          | 7,98         |        |        |
| Exprimés       | Exprimés           | Exprimés       | 1 222        | 92,02        |        |        |

### Crest
- Maire sortant : Hervé Mariton (LR)
- 29 sièges à pourvoir au conseil municipal (population légale 2017 : 8 505 habitants)
- 19 sièges à pourvoir au conseil communautaire (CC du Crestois et du pays de Saillans)

| Tête de liste            | Tête de liste            | Liste                    | Premier tour | Premier tour | Second tour | Second tour | Sièges | Sièges |
| Tête de liste            | Tête de liste            | Liste                    | Voix         | %            | Voix        | %           | CM     | CC     |
| ------------------------ | ------------------------ | ------------------------ | ------------ | ------------ | ----------- | ----------- | ------ | ------ |
|                          | Hervé Mariton,           | LR                       | 1 557        | 43,44        | 2 120       | 51,66       | 22     | 15     |
|                          | René-Pierre Halter       | DVG                      | 1 269        | 35,41        | 1 983       | 48,33       | 7      | 4      |
|                          | Samuel Arnaud            | DVG                      | 758          | 21,15        |             |             |        |        |
|                          |                          |                          |              |              |             |             |        |        |
| Votes valides            | Votes valides            | Votes valides            | 3 584        | 97,95        | 4 103       | 98,97       |        |        |
| Votes blancs             | Votes blancs             | Votes blancs             | 25           | 0,68         | 34          | 0,51        |        |        |
| Votes nuls               | Votes nuls               | Votes nuls               | 50           | 1,37         | 35          | 0,52        |        |        |
| Total                    | Total                    | Total                    | 3 659        | 100          | 4 172       | 100         | 29     | 19     |
| Abstention               | Abstention               | Abstention               | 3 018        | 45,20        | 2 510       | 37,56       |        |        |
| Inscrits / participation | Inscrits / participation | Inscrits / participation | 6 677        | 54,80        | 6 682       | 62,44       |        |        |

### Donzère
- Maire sortant : Éric Besson (LR)
- 29 sièges à pourvoir au conseil municipal (population légale 2017 : 5 833 habitants)
- 6 sièges à pourvoir au conseil communautaire (CC Drôme Sud Provence)

| Tête de liste  | Tête de liste   | Liste          | Premier tour | Premier tour | Sièges | Sièges |
| Tête de liste  | Tête de liste   | Liste          | Voix         | %            | CM     | CC     |
| -------------- | --------------- | -------------- | ------------ | ------------ | ------ | ------ |
|                | Marie Fernandez | DVD            | 1 251        | 55,97        | 23     | 5      |
|                | Patrick Scotto  | LR             | 984          | 44,03        | 6      | 1      |
|                |                 |                |              |              |        |        |
| Inscrits       | Inscrits        | Inscrits       | 4 322        | 100,00       |        |        |
| Abstentions    | Abstentions     | Abstentions    | 1 944        | 44,98        |        |        |
| Votants        | Votants         | Votants        | 2 378        | 55,02        |        |        |
| Blancs et nuls | Blancs et nuls  | Blancs et nuls | 143          | 6,01         |        |        |
| Exprimés       | Exprimés        | Exprimés       | 2 235        | 93,99        |        |        |

### Étoile-sur-Rhône
- Maire sortant : Françoise Chazal (DVD)
- 29 sièges à pourvoir au conseil municipal (population légale 2017 : 5 478 habitants)
- 2 sièges à pourvoir au conseil communautaire (CA Valence Romans Agglo)

| Tête de liste  | Tête de liste       | Liste          | Premier tour | Premier tour | Sièges | Sièges |
| Tête de liste  | Tête de liste       | Liste          | Voix         | %            | CM     | CC     |
| -------------- | ------------------- | -------------- | ------------ | ------------ | ------ | ------ |
|                | Françoise Chazal    | DVD            | 1 328        | 63,18        | 24     | 2      |
|                | Jean-Pierre Debayle | DVG            | 774          | 36,82        | 5      | 0      |
|                |                     |                |              |              |        |        |
| Inscrits       | Inscrits            | Inscrits       | 4 164        | 100,00       |        |        |
| Abstentions    | Abstentions         | Abstentions    | 2 016        | 48,41        |        |        |
| Votants        | Votants             | Votants        | 2 148        | 51,59        |        |        |
| Blancs et nuls | Blancs et nuls      | Blancs et nuls | 46           | 2,14         |        |        |
| Exprimés       | Exprimés            | Exprimés       | 2 102        | 97,86        |        |        |

### Livron-sur-Drôme
- Maire sortant : Olivier Bernard (UDI)
- 29 sièges à pourvoir au conseil municipal (population légale 2017 : 9 104 habitants)
- 15 sièges à pourvoir au conseil communautaire (CC du Val de Drôme en Biovallée)

| Tête de liste            | Tête de liste            | Liste                    | Premier tour | Premier tour | Second tour | Second tour | Sièges | Sièges |
| Tête de liste            | Tête de liste            | Liste                    | Voix         | %            | Voix        | %           | CM     | CC     |
| ------------------------ | ------------------------ | ------------------------ | ------------ | ------------ | ----------- | ----------- | ------ | ------ |
|                          | Francis Fayard           | LREM                     | 899          | 35,55        | 1 001       | 35,61       | 20     | 11     |
|                          | Dan Villiot              | DIV                      | 831          | 32,86        | 970         | 34,50       | 5      | 2      |
|                          | Fabien Planet            | DVD                      | 799          | 31,59        | 840         | 29,88       | 4      | 2      |
|                          |                          |                          |              |              |             |             |        |        |
| Votes valides            | Votes valides            | Votes valides            | 2 529        | 96,42        | 2 811       | 98,93       |        |        |
| Votes blancs             | Votes blancs             | Votes blancs             | 60           | 2,29         | 47          | 0,67        |        |        |
| Votes nuls               | Votes nuls               | Votes nuls               | 34           | 1,30         | 28          | 0,40        |        |        |
| Total                    | Total                    | Total                    | 2 623        | 100          | 2 886       | 100         | 29     | 15     |
| Abstention               | Abstention               | Abstention               | 4 383        | 62,56        | 4 114       | 58,77       |        |        |
| Inscrits / participation | Inscrits / participation | Inscrits / participation | 7 006        | 37,44        | 7 000       | 41,23       |        |        |

### Loriol-sur-Drôme
- Maire sortant : Claude Aurias (UDI)
- 29 sièges à pourvoir au conseil municipal (population légale 2017 : 6 593 habitants)
- 10 sièges à pourvoir au conseil communautaire (CC du Val de Drôme en Biovallée)

| Tête de liste  | Tête de liste   | Liste          | Premier tour | Premier tour | Sièges | Sièges |
| Tête de liste  | Tête de liste   | Liste          | Voix         | %            | CM     | CC     |
| -------------- | --------------- | -------------- | ------------ | ------------ | ------ | ------ |
|                | Claude Aurias   | DVC            | 1 000        | 60,94        | 24     | 8      |
|                | Claude Falligan | DVG            | 641          | 39,06        | 5      | 2      |
|                |                 |                |              |              |        |        |
| Inscrits       | Inscrits        | Inscrits       | 4 315        | 100,00       |        |        |
| Abstentions    | Abstentions     | Abstentions    | 2 620        | 60,72        |        |        |
| Votants        | Votants         | Votants        | 1 695        | 39,28        |        |        |
| Blancs et nuls | Blancs et nuls  | Blancs et nuls | 54           | 3,19         |        |        |
| Exprimés       | Exprimés        | Exprimés       | 1 641        | 96,81        |        |        |

### Montélimar
- Maire sortant :  Franck Reynier  (MR)
- 39 sièges à pourvoir au conseil municipal (population légale 2017 : 39 097 habitants)
- 131 sièges à pourvoir au conseil communautaire (CA Montélimar-Agglomération)

| Tête de liste            | Tête de liste            | Liste                    | Premier tour | Premier tour | Second tour | Second tour | Sièges | Sièges |
| Tête de liste            | Tête de liste            | Liste                    | Voix         | %            | Voix        | %           | CM     | CC     |
| ------------------------ | ------------------------ | ------------------------ | ------------ | ------------ | ----------- | ----------- | ------ | ------ |
|                          | Julien Cornillet         | LR                       | 3 590        | 34,23        | 5 333       | 46,78       | 29     | 23     |
|                          | Catherine Coutard        | GRS-PS-EÉLV              | 2 684        | 25,59        | 3 210       | 28,16       | 5      | 4      |
|                          | Franck Reynier,          | MR-LC                    | 2 535        | 24,17        | 2 856       | 25,05       | 5      | 4      |
|                          | Alice Thourot            | LREM                     | 1 196        | 11,40        | Retrait     | Retrait     | 0      | 0      |
|                          | Raphaël Rosello          | SE                       | 484          | 4,61         |             |             | 0      | 0      |
|                          |                          |                          |              |              |             |             |        |        |
| Votes valides            | Votes valides            | Votes valides            | 10 489       | 97,26        | 11 399      | 99,34       |        |        |
| Votes blancs             | Votes blancs             | Votes blancs             | 83           | 0,77         | 85          | 0,31        |        |        |
| Votes nuls               | Votes nuls               | Votes nuls               | 212          | 1,97         | 95          | 0,35        |        |        |
| Total                    | Total                    | Total                    | 10 784       | 100          | 11 579      | 100         | 39     | 31     |
| Abstention               | Abstention               | Abstention               | 16 031       | 59,78        | 15 521      | 57,27       |        |        |
| Inscrits / participation | Inscrits / participation | Inscrits / participation | 26 815       | 40,22        | 27 100      | 42,73       |        |        |

### Nyons
- Maire sortant : Pierre Combes (PS)
- 29 sièges à pourvoir au conseil municipal (population légale 2017 : 6 793 habitants)
- 19 sièges à pourvoir au conseil communautaire (CC des Baronnies en Drôme provençale)

| Tête de liste  | Tête de liste  | Liste          | Premier tour | Premier tour | Sièges | Sièges |
| Tête de liste  | Tête de liste  | Liste          | Voix         | %            | CM     | CC     |
| -------------- | -------------- | -------------- | ------------ | ------------ | ------ | ------ |
|                | Pierre Combes  | PS             | 1 384        | 100,00       | 29     | 19     |
|                |                |                |              |              |        |        |
| Inscrits       | Inscrits       | Inscrits       | 5 374        | 100,00       |        |        |
| Abstentions    | Abstentions    | Abstentions    | 3 825        | 71,18        |        |        |
| Votants        | Votants        | Votants        | 1 549        | 28,82        |        |        |
| Blancs et nuls | Blancs et nuls | Blancs et nuls | 165          | 10,65        |        |        |
| Exprimés       | Exprimés       | Exprimés       | 1 384        | 89,35        |        |        |

### Pierrelatte
- Maire sortant : Alain Gallu (DVD)
- 33 sièges à pourvoir au conseil municipal (population légale 2017 : 13 496 habitants)
- 14 sièges à pourvoir au conseil communautaire (CC Drôme Sud Provence)

| Tête de liste            | Tête de liste            | Liste                    | Premier tour | Premier tour | Second tour | Second tour | Sièges | Sièges |
| Tête de liste            | Tête de liste            | Liste                    | Voix         | %            | Voix        | %           | CM     | CC     |
| ------------------------ | ------------------------ | ------------------------ | ------------ | ------------ | ----------- | ----------- | ------ | ------ |
|                          | Alain Gallu              | DVD                      | 1 334        | 38,43        | 1 465       | 38,69       | 23     | 10     |
|                          | Antonio Lopez            | DVD                      | 1 092        | 31,46        | 1 304       | 34,44       | 6      | 2      |
|                          | Christian Durand         | SE                       | 1 045        | 30,11        | 1 017       | 26,86       | 4      | 2      |
|                          |                          |                          |              |              |             |             |        |        |
| Votes valides            | Votes valides            | Votes valides            | 3 471        | 94,89        | 3 786       | 98,61       |        |        |
| Votes blancs             | Votes blancs             | Votes blancs             | 79           | 2,16         | 70          | 0,72        |        |        |
| Votes nuls               | Votes nuls               | Votes nuls               | 108          | 2,95         | 65          | 0,67        |        |        |
| Total                    | Total                    | Total                    | 3 658        | 100          | 3 921       | 100         | 33     | 14     |
| Abstention               | Abstention               | Abstention               | 6 001        | 62,13        | 5 759       | 59,49       |        |        |
| Inscrits / participation | Inscrits / participation | Inscrits / participation | 9 659        | 37,87        | 9 680       | 40,51       |        |        |

### Portes-lès-Valence
- Maire sortant : Geneviève Girard (UDI)
- 33 sièges à pourvoir au conseil municipal (population légale 2017 : 10 610 habitants)
- 4 sièges à pourvoir au conseil communautaire (CA Valence Romans Agglo)

| Tête de liste  | Tête de liste     | Liste          | Premier tour | Premier tour | Sièges | Sièges |
| Tête de liste  | Tête de liste     | Liste          | Voix         | %            | CM     | CC     |
| -------------- | ----------------- | -------------- | ------------ | ------------ | ------ | ------ |
|                | Geneviève Girard, | UDI            | 2 038        | 56,91        | 26     | 3      |
|                | Pierre Trapier    | DVG            | 1 067        | 29,79        | 5      | 1      |
|                | Claude Illy       | DVG            | 476          | 13,29        | 2      | 0      |
|                |                   |                |              |              |        |        |
| Inscrits       | Inscrits          | Inscrits       | 7 589        | 100,00       |        |        |
| Abstentions    | Abstentions       | Abstentions    | 3 943        | 51,96        |        |        |
| Votants        | Votants           | Votants        | 3 646        | 48,04        |        |        |
| Blancs et nuls | Blancs et nuls    | Blancs et nuls | 65           | 1,78         |        |        |
| Exprimés       | Exprimés          | Exprimés       | 3 581        | 98,22        |        |        |

### Romans-sur-Isère
- Maire sortant : Marie-Hélène Thoraval (LR)
- 39 sièges à pourvoir au conseil municipal (population légale 2017 : 33 160 habitants)
- 14 sièges à pourvoir au conseil communautaire (CA Valence Romans Agglo)

| Tête de liste            | Tête de liste            | Liste                        | Premier tour | Premier tour | Second tour | Second tour | Sièges | Sièges |
| Tête de liste            | Tête de liste            | Liste                        | Voix         | %            | Voix        | %           | CM     | CC     |
| ------------------------ | ------------------------ | ---------------------------- | ------------ | ------------ | ----------- | ----------- | ------ | ------ |
|                          | Marie-Hélène Thoraval,   | LR                           | 3 589        | 46,25        | 4 454       | 53,52       | 30     | 11     |
|                          | Thomas Huriez            | LREM-MoDem-Agir              | 1 990        | 25,64        | 3 868       | 46,47       | 9      | 3      |
|                          | Julie Maurel             | FI-G.S-EELV-GE-ND-Ensemble ! | 1 315        | 16,94        |             |             |        |        |
|                          | Isabelle Pagani,         | PS-PC-PRG-PP                 | 865          | 11,14        |             |             |        |        |
|                          |                          |                              |              |              |             |             |        |        |
| Votes valides            | Votes valides            | Votes valides                | 7 759        | 97,25        | 8 322       | 98,79       |        |        |
| Votes blancs             | Votes blancs             | Votes blancs                 | 66           | 0,83         | 151         | 0,70        |        |        |
| Votes nuls               | Votes nuls               | Votes nuls                   | 153          | 1,92         | 111         | 0,51        |        |        |
| Total                    | Total                    | Total                        | 7 978        | 100          | 8 584       | 100         | 39     | 14     |
| Abstention               | Abstention               | Abstention                   | 13 661       | 63,13        | 13 076      | 60,37       |        |        |
| Inscrits / participation | Inscrits / participation | Inscrits / participation     | 21 639       | 36,87        | 21 660      | 39,63       |        |        |

### Saint-Marcel-lès-Valence
- Maire sortant : Dominique Quet (DVG) ne se représente pas
- 29 sièges à pourvoir au conseil municipal (population légale 2017 : 6 236 habitants)
- 2 sièges à pourvoir au conseil communautaire (CA Valence Romans Agglo)

| Tête de liste  | Tête de liste     | Liste          | Premier tour | Premier tour | Sièges | Sièges |
| Tête de liste  | Tête de liste     | Liste          | Voix         | %            | CM     | CC     |
| -------------- | ----------------- | -------------- | ------------ | ------------ | ------ | ------ |
|                | Jean-Michel Valla | DVC            | 1 442        | 67,89        | 25     | 2      |
|                | Béatrice Teyssot  | DVD            | 682          | 32,10        | 4      | 0      |
|                |                   |                |              |              |        |        |
| Inscrits       | Inscrits          | Inscrits       | 4 516        | 100,00       |        |        |
| Abstentions    | Abstentions       | Abstentions    | 2 334        | 51,68        |        |        |
| Votants        | Votants           | Votants        | 2 182        | 48,32        |        |        |
| Blancs et nuls | Blancs et nuls    | Blancs et nuls | 58           | 2,66         |        |        |
| Exprimés       | Exprimés          | Exprimés       | 2 124        | 97,34        |        |        |

### Saint-Paul-Trois-Châteaux
- Maire sortant : Jean-Michel Catelinois (LREM)
- 29 sièges à pourvoir au conseil municipal (population légale 2017 : 8 937 habitants)
- 9 sièges à pourvoir au conseil communautaire (CC Drôme Sud Provence)

| Tête de liste  | Tête de liste           | Liste          | Premier tour | Premier tour | Sièges | Sièges |
| Tête de liste  | Tête de liste           | Liste          | Voix         | %            | CM     | CC     |
| -------------- | ----------------------- | -------------- | ------------ | ------------ | ------ | ------ |
|                | Jean-Michel Catelinois, | LREM           | 2 044        | 66,19        | 24     | 8      |
|                | Jean-Luc Lenoir         | DVC            | 1 044        | 33,80        | 5      | 1      |
|                |                         |                |              |              |        |        |
| Inscrits       | Inscrits                | Inscrits       | 7 213        | 100,00       |        |        |
| Abstentions    | Abstentions             | Abstentions    | 3 974        | 55,09        |        |        |
| Votants        | Votants                 | Votants        | 3 239        | 44,91        |        |        |
| Blancs et nuls | Blancs et nuls          | Blancs et nuls | 151          | 4,66         |        |        |
| Exprimés       | Exprimés                | Exprimés       | 3 088        | 95,34        |        |        |

### Saint-Rambert-d'Albon
- Maire sortant : Vincent Bourget (DVG)
- 29 sièges à pourvoir au conseil municipal (population légale 2017 : 6 530 habitants)
- 6 sièges à pourvoir au conseil communautaire (CC Porte de DrômArdèche)

| Tête de liste            | Tête de liste            | Liste                    | Premier tour | Premier tour | Second tour | Second tour | Sièges | Sièges |
| Tête de liste            | Tête de liste            | Liste                    | Voix         | %            | Voix        | %           | CM     | CC     |
| ------------------------ | ------------------------ | ------------------------ | ------------ | ------------ | ----------- | ----------- | ------ | ------ |
|                          | Gérard Oriol             | LR                       | 777          | 46,14        | 857         | 51,40       | 22     | 5      |
|                          | Olivier Jacob            | DVG                      | 603          | 35,80        | 810         | 48,59       | 7      | 1      |
|                          | Blandine Sarasar         | DVG                      | 304          | 18,05        |             |             |        |        |
|                          |                          |                          |              |              |             |             |        |        |
| Votes valides            | Votes valides            | Votes valides            | 1 684        | 96,45        | 1 667       | 98,69       |        |        |
| Votes blancs             | Votes blancs             | Votes blancs             | 25           | 1,43         | 19          | 0,48        |        |        |
| Votes nuls               | Votes nuls               | Votes nuls               | 37           | 2,12         | 33          | 0,83        |        |        |
| Total                    | Total                    | Total                    | 1 746        | 100          | 1 719       | 100         | 29     | 6      |
| Abstention               | Abstention               | Abstention               | 2 227        | 56,05        | 2 267       | 56,87       |        |        |
| Inscrits / participation | Inscrits / participation | Inscrits / participation | 3 973        | 43,95        | 3 986       | 43,13       |        |        |

### Tain-l'Hermitage
- Maire sortant : Xavier Angeli
- 29 sièges à pourvoir au conseil municipal (population légale 2017 : 6 162 habitants)
- 7 sièges à pourvoir au conseil communautaire (CA Arche Agglo)

| Tête de liste  | Tête de liste  | Liste          | Premier tour | Premier tour | Sièges | Sièges |
| Tête de liste  | Tête de liste  | Liste          | Voix         | %            | CM     | CC     |
| -------------- | -------------- | -------------- | ------------ | ------------ | ------ | ------ |
|                | Xavier Angeli  | DVD            | 1 163        | 66,30        | 24     | 6      |
|                | Annie Guibert  | DVD            | 591          | 33,69        | 5      | 1      |
|                |                |                |              |              |        |        |
| Inscrits       | Inscrits       | Inscrits       | 4 104        | 100,00       |        |        |
| Abstentions    | Abstentions    | Abstentions    | 2 303        | 56,12        |        |        |
| Votants        | Votants        | Votants        | 1 801        | 43,88        |        |        |
| Blancs et nuls | Blancs et nuls | Blancs et nuls | 47           | 2,61         |        |        |
| Exprimés       | Exprimés       | Exprimés       | 1 754        | 97,39        |        |        |

### Valence
- Maire sortant : Nicolas Daragon (LR)
- 49 sièges à pourvoir au conseil municipal (population légale 2017 : 63 714 habitants)
- 28 sièges à pourvoir au conseil communautaire (CA Valence Romans Agglo)

|                          | Nicolas Daragon,         | LR                       | 8 193  | 59,45 | 41 | 24 |  |  |
|                          | Michel Quenin            | FI-PCF-EÉLV-PG           | 2 440  | 17,70 | 4  | 2  |  |  |
|                          | Florent Mejean           | PS-Gs-PE-LRDG            | 1 235  | 8,96  | 2  | 1  |  |  |
|                          | Alain Auger              | LREM                     | 949    | 6,88  | 1  | 1  |  |  |
|                          | Olivier Amos             | RN-PCD-LDP               | 768    | 5,57  | 1  | 0  |  |  |
|                          | Adèle Kopff              | LO                       | 196    | 1,42  | 0  | 0  |  |  |
|                          |                          |                          |        |       |    |    |  |  |
| Votes valides            | Votes valides            | Votes valides            | 13 781 | 97,52 |    |    |  |  |
| Votes blancs             | Votes blancs             | Votes blancs             | 147    | 1,04  |    |    |  |  |
| Votes nuls               | Votes nuls               | Votes nuls               | 204    | 1,44  |    |    |  |  |
| Total                    | Total                    | Total                    | 14 132 | 100   | 49 | 28 |  |  |
| Abstention               | Abstention               | Abstention               | 25 214 | 64,08 |    |    |  |  |
| Inscrits / participation | Inscrits / participation | Inscrits / participation | 39 346 | 35,92 |    |    |  |  |